# Federico Franco
Luis Federico Franco Gómez (* 24. července 1962, Asunción ) je paraguayský politik, který byl prezidentem Paraguaye od června 2012 do srpna 2013. Jako člen Autentické radikální liberální strany (ARLS) byl viceprezidentem Fernanda Luga, do úřadu nastoupil v srpnu 2008. Po Lugově impeachmentu senátem dne 22. června 2012 nahradil Luga ve funkci prezidenta, aby dokončil prezidentský mandát do 15. srpna 2013. Franco je povoláním chirurg. Je bratrem Julia Césara Franca, senátora a bývalého předsedy Autentické radikální liberální strany a také bývalého viceprezidenta. Federico Franco je také bývalý předseda ARLS.

## Životopis

### Mládí
Federico Franco se narodil ve městě Asunción 24. července 1962. Dne 20. února 1982 se oženil s Emilií Alfaro, zvolenou poslankyní Paraguaye na období 2008–2013. Je otcem čtyř dětí.
Franco studoval základní školu v Dominikánské republice. Jeho střední vzdělání se konalo v Apoštolské koleji San Jose v Asunciónu.
Pokud jde o terciární úroveň, doufal, že se stane lékařem, a tak vstoupil na Fakultu lékařských věd Národní univerzity v Asunciónu. Po dokončení studia v roce 1986 získal titul chirurg s celkovým průměrem 4,56 až 5,00. Poté získal postgraduální titul v oboru vnitřní lékařství.

### Lékařská kariéra
Rodina Francových vlastní nemocnici ve městě Fernando de la Mora (Sanatorio Franco), kterou vlastní on a jeho bratři. V letech 1991–1992 byl instruktorem lékařské sémiologie. Později byl přednostou nemocnice Národní gardy (1994–1996) a náčelníkem její interny. Byl také primářem lékařské kliniky Národní nemocnice a přednostou kardiologického oddělení nemocnice.
Dne 24. června 1991 se stal členem Paraguayské společnosti vnitřního lékařství a členem výkonného výboru Paraguayské společnosti vnitřního lékařství.

### Politická kariéra
Federico Franco byl v období 2003–2008 guvernérem centrálního oddělení za Autentickou radikální liberální stranu. Strana v roce 2008 diskutovala o tom, zda by měli v prezidentských volbách podpořit Luga nebo s ním sdílet kandidaturu, zvítězila druhá možnost a Franco kandidoval pod Lugem na viceprezidenta. K prezidentovi Lugovi byl později kritický, kvůli správě pozemků a kontroverze o Lugově synovi v roce 2009.
Lugo byl obžalován dne 21. června 2012 a odvolán z funkce o den později. UNASUR vyjádřil obavy, že odstranění Luga se rovnalo státnímu převratu, protože Lugo měl jen dvě hodiny na přípravu obrany. Na protest proti sesazení prezidenta Luga většina zemí UNASUR neuznala Franca novým prezidentem, který o hodinu později složil přísahu. Sloužil zbytek Lugova funkčního období, které trvalo do srpna 2013. V roce 2013 mu bylo zakázáno kandidovat na celé funkční období, neboť paraguayská ústava neumožňuje prezidentovi ucházet se o znovuzvolení, i když vykonává částečné funkční období.

### Prezidentství
Jedním z prvních Francových činů bylo nahradit Rubéna Candiu Amarillu ve funkci ministra vnitra Carmelem Caballerem. Franco také rychle obnovil zastavená jednání s Rio Tinto Alcan o hliníkové továrně za 4 miliardy dolarů a schválil prodej geneticky modifikovaných sójových bobů od Monsanta.
Svůj poslední den v úřadu prezidenta Franco využil k veřejné omluvě Paraguaye obětím diktátorského režimu Alfreda Stroessnera.

### Korupce
Navzdory své stručnosti a počáteční dobré ekonomické situaci Paraguaye se prezidentské řízení Federica Franca vyznačovalo výrazným nárůstem finančního deficitu země. Po jeho odchodu od moci ho nová vláda obvinila z drancování státních zdrojů prostřednictvím rozsáhlého systému korupce a klientely organizované kolem Liberální strany. Bývalý prezident byl následně odsouzen několika svými politickými spolupracovníky (jeden z nich byl sám odsouzen k 6 letům vězení za korupci) z zpronevěry veřejných peněz. Od roku 2008, kdy nastoupil do vlády, do jejího odchodu z moci v roce 2012 se jeho jmění zvýšilo o téměř 750 %.

## Kabinet
- Ministerstvo zahraničních věcí: José Félix Fernández Estigarribia[15]

- Ministerstvo financí: Manuel Ferreira Brusquetti[16]
- Ministerstvo vnitra: Carmelo Caballero[15]
- Ministerstvo národní obrany: María Liz García de Arnold[15]
- Ministerstvo veřejných prací a komunikací: Enrique Salyn Buzarquis[15]
- Ministerstvo veřejného zdraví a sociální péče: Antonio Arbo[15]
- Ministerstvo zemědělství a chovu dobytka: Enzo Cardozo[15]
- Ministerstvo školství a kultury: Horacio Galeano Perrone[15]
- Ministerstvo spravedlnosti a práce: María Lorena Segovia Azucas[15]